# New Orleans Saints 1971
La stagione 1971 dei New Orleans Saints è stata la quinta della franchigia nella National Football League. La squadra terminò con 4 vittorie, 8 sconfitte e 2 pareggi, al quarto posto della propria division. Nel draft i Saints scelsero come secondo assoluto il quarterback Archie Manning.

## Roster
| Roster dei New Orleans Saints nel 1971 |
| --- |
| Quarterback - 14 Ed Hargett - 8 Archie Manning Running Back - 38 Tony Baker - 40 Hoyle Granger - 35 Bob Gresham - 43 David Kopay - 42 Jim Strong Wide Receiver - 46 Danny Abramowicz - 25 Al Dodd - 41 Bob Newland Tight End - 34 Carlos Bell - 36 Don Burchfield - 83 Dave Parks Offensive Linemen - 51 John Didion C - 78 Glen Ray Hines T - 50 Jake Kupp G - 76 Don Morrison T - 67 John Shinners G - 61 Del Williams G Defensive Linemen - 84 Larry Estes DE - 77 Dan Goich DT - 89 Dave Long DT - 87 Richard Neal DE - 72 Joe Owens DE - 82 Bob Pollard DT Linebacker - 59 Wayne Colman - 60 Carl Cunningham - 55 Jim Flanigan Sr. - 54 Tom Roussel Defensive Back - 18 Hugo Hollas SS - 20 Delles Howell CB - 11 Bivian Lee - 22 Dee Martin CB - 23 Doug Wyatt FS Special Team - 3 Skip Butler K - 15 Charlie Durkee K - 10 Julian Fagan P |
| Legenda - I rookie sono in corsivo. - Il primo ruolo è il principale mentre gli eventuali successivi indicano i ruoli secondari. - (IR) sta per Injured Reserve ed indica la lista ristretta per un solo giocatore infortunato che può tornare ad allenarsi dopo la settimana 6 e a rientrare in prima squadra dopo che questa ha giocato 8 partite. - (NF-Inj.) / (NF-Ill.) stanno rispettivamente per Non-Football Injured e Non-Football Illness ed indicano le liste dove viene inserito un giocatore che ha un infortunio o una malattia non dipendente dal football americano. - (PUP) sta per Physically Unable to Perform ed indica la lista dove viene inserito un giocatore mentre è in attesa di recuperare la condizione fisica. Nella stagione regolare dopo la sesta partita giocata dalla propria squadra, il giocatore ha tempo tre settimane per riprendere ad allenarsi, più tre settimane aggiuntive dal suo rientro agli allenamenti per rientrare in prima squadra. |

## Calendario
| Stagione regolare |                        |           |
| Turno             | Avversario             | Risultato |
| 1                 | Los Angeles Rams       | V 24–20   |
| 2                 | San Francisco 49ers    | S 38–20   |
| 3                 | at Houston Oilers      | P 13–13   |
| 4                 | at Chicago Bears       | S 35–14   |
| 5                 | Dallas Cowboys         | V 24–14   |
| 6                 | at Atlanta Falcons     | S 28–6    |
| 7                 | at Washington Redskins | S 24–14   |
| 8                 | Oakland Raiders        | P 21–21   |
| 9                 | at San Francisco 49ers | V 26–20   |
| 10                | Minnesota Vikings      | S 23–10   |
| 11                | at Green Bay Packers   | V 29–21   |
| 12                | at Los Angeles Rams    | S 45–28   |
| 13                | Cleveland Browns       | S 21–17   |
| 14                | Atlanta Falcons        | S 24–20   |

## Classifiche
| NFC West            |   |   |   |      |       |       |     |     |     |
|                     | V | S | P | %    | DIV   | CONF  | PF  | PS  | STR |
| San Francisco 49ers | 9 | 5 | 0 | .643 | 2–4   | 7–4   | 300 | 216 | V2  |
| Los Angeles Rams    | 8 | 5 | 1 | .615 | 4–1–1 | 7–3–1 | 313 | 260 | V1  |
| Atlanta Falcons     | 7 | 6 | 1 | .538 | 3–2–1 | 4–6–1 | 274 | 277 | V1  |
| New Orleans Saints  | 4 | 8 | 2 | .333 | 2–4   | 4–7   | 266 | 347 | S3  |

Nota: I pareggi non venivano conteggiati ai fini della classifica fino al 1972.